# Gao Xingjian
Gao Xingjian (高行健T, Gāo XíngjiànP; Ganzhou, 4 gennaio 1940) è uno scrittore, drammaturgo, poeta, saggista, pittore, traduttore e cineasta cinese naturalizzato francese, il primo scrittore di origini cinesi ad essere stato insignito del Premio Nobel per la letteratura.
Nato a Ganzhou, nella provincia cinese del Jiangxi, ed espatriato in Occidente, risiede in Francia dal 1987 e ha ottenuto la cittadinanza francese nel 1998. Nel 1992 è stato insignito dal governo francese del titolo di cavaliere dell'Ordre des Arts et des Lettres.

## Biografia
Gao Xingjian nasce all'indomani dell'invasione giapponese della Cina, il padre era un funzionario di banca e la madre un'attrice dilettante che lo spinse a interessarsi al teatro e alla scrittura.
Dopo aver frequentato le scuole di base, nel 1962 ottenne la laurea in francese presso l'Istituto di lingue straniere di Pechino. Dopo l'inizio della Rivoluzione culturale venne mandato in un campo di rieducazione; in quel periodo fu costretto a bruciare un'intera valigia di propri manoscritti non ancora pubblicati.
Le sue prime pubblicazioni risalgono al 1979, quando gli venne anche permesso di viaggiare in Francia e in Italia. Tra il 1980 e il 1987 pubblicò numerosi saggi e racconti, e grande scalpore suscitarono alcune sue opere teatrali. Nel 1981 divenne drammaturgo associato al Teatro d'Arte del popolo di Pechino, dove furono messi in scena i suoi testi teatrali Segnale d'allarme (1982) e Fermata d'autobus (1983), che introdussero il teatro d'avanguardia in Cina. Nel 1986 la sua opera L'altra riva venne vietata e da allora nessun suo testo teatrale è mai più stato rappresentato in Cina. Per evitare le persecuzioni si dedicò a un viaggio di dieci mesi attraverso le montagne della provincia del Sichuan, seguendo il corso dello Chang Jiang o Fiume Azzurro. Nel 1987 ottenne asilo politico in Francia e si stabilì a Parigi. Dopo la protesta di piazza Tien'anmen del 1989 rassegnò le dimissioni da membro del Partito Comunista Cinese.
In seguito alla pubblicazione de La fuga, testo teatrale ispirato dagli avvenimenti di piazza Tian'anmen, tutte le sue opere vennero vietate in Cina e Gao Xingjian fu costretto all'esilio e dichiarato persona non grata sul territorio cinese.
Gao Xingjian è anche pittore di fama. Nel 1978, dopo la sua prima visita a un museo europeo, decide di abbandonare l'uso della pittura ad olio, ritenendo impossibile eguagliare i maestri occidentali e proseguire sulla loro strada. Si dedica dunque alla pittura con l'inchiostro di china e in particolare a sviluppare la tecnica del monocromo nero, resa immortale per l'opera del grande poeta e pittore dell'VIII secolo Wang Wei. Alcune sue opere sono utilizzate per illustrare le copertine di molti suoi volumi e ha inoltre tenuto in tutto il mondo oltre trenta mostre: a Trieste nel 2003. Dopo il premio Nobel ha realizzato anche delle opere cinematografiche, che ha definito dei "cine-poemi".

## Opere scelte

### Teatro
- Segnale d'allarme (绝对信号, 1982)
- Fermata d'autobus (车站, 1983), tr. it. Daniele Crisa, Bologna: Il pomerio, 2000 (supplemento a "In forma di parole")
- L'uomo selvaggio (野人, 1985)
- L'altra riva (彼岸, 1986)
- La fuga (逃亡, 1989), a cura e tr. it. Simona Polvani, Corazzano: Titivillus, 2008
- Ai margini della vita (Au bord de la vie, 1993)
- Sull'orlo della vita (Au bord de la vie, 1993), trad. it Simona Polvani, Milano: Edizione Cento Amici del Libro, 2014, libro d'arte  e pubblicazione teatrale
- Il sonnambulo (Le Somnambule, 1993), a cura di Simona Polvani, in Teatro. Il sonnambulo. Il mendicante di morte. Ballata notturna, postfazione di Antonietta Sanna, Pisa: Edizioni ETS, 2011
- Quattro quartetti per un weekend (Quatre quatuors pour un week-end, 1999)
- Il mendicante di morte (Le Quêteur de la mort, 2000), in Teatro, cit.
- Ballata notturna (Ballade nocturne, 2007), in Teatro, cit.

### Libretti d'opera
- La neve in agosto (La Neige en août, 2002), musiche di Xu Shuya, prima esecuzione a Taipei e all'Opéra de Marseille sotto la direzione di Marc Trautmann

### Romanzi e racconti
- Una canna da pesca per mio nonno (给我老爷买鱼竿, 1986), tr. it. Alessandra Lavagnino, Milano: Rizzoli, 2001, racconti
- La montagna dell'anima (灵山, 1989), tr. it. Mirella Fratamico, Milano: Rizzoli, 2002
- Il libro di un uomo solo (一个人的圣经, 1998), tr. it. Alessandra Lavagnino, Milano: Rizzoli, 2003

### Saggi
- Un saggio preliminare sulle tecniche del romanzo moderno (现代小说技巧初探, 1981)
- Per un'altra estetica (Pour une autre esthétique, 2001), tr. it. Francesca Checchia, Milano: Rizzoli 2001
- Il pane dell'esilio. La letteratura cinese prima e dopo Tienanmen, dialogo con Yang Lian, introduzione di Rosita Copioli, Milano: Medusa, 2001
- La ragion d'essere della letteratura: discorso pronunciato davanti all'Accademia svedese il 7 dicembre 2000, tr. it. Maria Cristina Pisciotta, Milano: Rizzoli, 2001
- Ideologia e letteratura (Idéologie et Littérature), tr. it. Simona Polvani, in Gao Xingjian, Claudio Magris, Letteratura e Ideologia , Milano: Bompiani, 2012
- Per un nuovo Rinascimento, tr. it Simona Gallo, La nave di Teseo, 2018
- Ideologia e letteratura (Idéologie et Littérature), tr. it. Simona Polvani, in Gao Xingjian, Claudio Magris, Letteratura e Ideologia , Milano: La nave di Teseo, 2024

### Poesie
- Parlerò di ricci (1991-1995), tr. it. Maria Cristina Pisciotta, prefazione di Filippo Bettini, Roma: Fermenti, 2006, ISBN 88-89934-07-7, pubblicato in collaborazione con la Fondazione Marino Piazzolla
- L'Errance de l'oiseau, 2003
- Faits d’ombre et de lumière (raccolta in francese, inglese, spagnolo, italiano), a cura di Simona Polvani, tr. fr. Denis Molcånov ; tr. ingl. Gilbert C. Fong ; tr. spagnolo Anne-Hélène Suárez; tr. it. Simona Polvani e Yang Shi, Ginevra: CERN, 2015 [EPub]
- Spirito errante pensiero meditativo. Tutte le poesie, tr. it. Simona Polvani e in collaborazione con Shi Yang Shi per i testi tradotti dal cinese, Milano: La nave di Teseo, 2024

### Pittura
- Le goût de l'encre, 2002
- Return to Painting, 2002
- Gao Xingjian: inchiostri su carta, 1983-1993, a cura di Marilena Pasquali, Trieste: Galleria Torbadena e Bonawentura, Teatro Miela, 2003 (catalogo della mostra tenuta a Trieste nel 2003)
- 无我之境·有我之境, mostra a Singapore, 17 novembre 2005 - 7 febbraio 2006
- The End of the World, mostra tedesca dal 29 marzo al 27 maggio 2007

### Film (Cine-poemi)
- La Silhouette sinon l'ombre (La silhouette ovvero l'ombra, 2003), regia e sceneggiatura
- Après le déluge (Dopo il diluvio, 2008), regia e sceneggiatura
- Le Deuil de la beauté (2013), regia e sceneggiatura